# Silene baschkirorum
Silene baschkirorum là loài thực vật có hoa thuộc họ Cẩm chướng. Loài này được Janisch. miêu tả khoa học đầu tiên năm 1929.